# ジェレミー・エボビス
ジェレミー・エボビス（Jeremy Ebobisse、1997年2月14日 - ）は、フランス出身のアメリカ合衆国代表サッカー選手。ロサンゼルスFC所属。ポジションはFW。

## クラブ経歴
2016年8月にメジャーリーグサッカーと契約を結んだが、2017年1月にMLSスーパードラフトが開催されるまでMLSのクラブとは契約を結ばず、それまではユナイテッドサッカーリーグのチャールストン・バッテリーでプレーした。
その後開催されたMLSスーパードラフトで、全体4人目でポートランド・ティンバーズに指名された。
2021年8月、サンノゼ・アースクエイクスに移籍した。
2024年12月、ロサンゼルスFCとの3年契約(1年延長オプション付き)で合意し移籍した。

## 代表歴
フランス生まれであるが、幼少期からアメリカ合衆国に居住していたこともありアメリカ合衆国代表でのプレーを選んだ。2017年5月にはU-20代表の一員として韓国で開催された2017 FIFA U-20ワールドカップに参加した。
2019年1月の代表キャンプで初めてA代表に招集された。2019年1月27日、パナマ代表との親善試合で先発出場しアメリカ合衆国代表デビューを果たした。

## 人物
カメルーン及びマダガスカルにルーツを持つ

## タイトル
ポートランド・ティンバース
- MLSイズ・バック・トーナメント: 2020

アメリカ合衆国代表U20
- CONCACAF U-20選手権: 2017[6]